# Julelege
 Der er for få eller ingen kildehenvisninger i denne artikel, hvilket er et problem. Du kan hjælpe ved at angive troværdige kilder til de påstande, som fremføres i artiklen.

Julelege er en del af traditionen i julen. Den mest kendte og udbredte er nok kampen om mandlen i risalamanden. Men mange andre lege hører sammen med julen. I gamle dage afholdtes julestuer, hvor legene ofte havde frække undertoner, f.eks. legen nippe strå, hvor deltagerne trak tov. De to midterste personer skulle være en karl og en pige. Mens resten af selskabet trak i tovet skulle enten karlen eller pigen forsøge at nippe et strå fra modstanderens læber – det kunne let ende med et kys. Børnene spillede om pebernødder; her var mange variationer, men fælles for legen var at pebernødderne var "betalingsmiddel". 

## Mandlen i risalamanden
Ifølge traditionen skal der være en enkelt hel mandel i hele den tilberedte portion risalamande, der udgør desserten til julemiddagen. Personen, der finder mandlen i sin portion risalamande, vinder mandelgaven. Mange steder udgøres mandelgaven af en marcipangris, gerne hjemmelavet, men den kan være udskiftet med chokolade, en bog, Svikmøllen osv., så kun fantasien sætter grænser her. 
En del af legen indebærer, at finderen af mandlen skjuler sit fund så længe som muligt, så resten af selskabet er tvunget til at spise hele portionen af risalamande op i jagten på mandlen – trods de allerede indtagne større mængder af hovedretten. Dette giver anledning til megen skulen og mange beskyldninger om hule tænder og sære buler i folks kinder. Kun i meget sjældne tilfælde er mandlen virkelig forsvundet, når desserten er spist op, og mandel-finderen skal udpeges.

## Pakkespil
I pakkespil, eller pakkeleg, medbringer hver gæst et antal pakker, som man spiller terning om. Alle pakker lægges ved start midt på bordet. Når en person slår en bestemt terningkombination f.eks. to ens, må vedkommende vælge en pakke fra bunken. Ved en anden terningkombination f.eks. to seksere skifter spillet retning. Når alle gaver er uddelt, går spillet videre, men nu må en person, der slår to ens, hugge en pakke fra en af de andre gæster. Spillet slutter på et aftalt tidspunkt, og de gaver man har tilkæmpet sig på det tidspunkt må man pakke op. Der kan derfor sidde få personer tilbage med alle pakkerne, når spillet er slut. Derfor indeholder pakkerne også ofte julegaver, der nærmest kan beskrives som hadegaver – men man kan aldrig vide hvad det fine papir gemmer, før spillet er forbi. Den gave der har været hedest kamp om, kan sagtens vise sig at indeholde en syngende plasticfisk, en stabel karklude eller andet sært, mens gaven ingen rigtig lagde mærke til, indeholdt lige det man ønskede sig.

## Nisse
En ny juletradition er julelegen hvor mennesker kan være hemmelige nisser for hinanden. Legen virker bedst hvis man er en gruppe på minimum fem personer, der mødes dagligt gennem december fx på en arbejdsplads. Når julemåneden begynder, skrives deltagernes navne på små lapper papir. Papirlapperne lægges i en beholder, så deltagerne hver kan trække et navn. Det navn man trækker er hemmeligt – det er den person, man skal være nisse for indtil jul. Er man hemmelig nisse, kan man drille eller forkæle sit offer gennem hele december. Til jul skal offeret prøve at gætte, hvem nissen er. Drillerierne spænder vidt fra de grovere, hvor en annonce sættes i avisen med et billigt fup-tilbud, kontakttelefonnummeret er da til det intetanende offer, der sandsynligvis får en tidlig vækning dagen efter, til de mere harmløse, hvor småting forsvinder, for senere på dagen at dukke op igen. De søde nisser kan til gengæld gemme flødekarameller og andet guf til offeret. Den hemmelige nisse kan naturligvis skifte mellem at være drillenisse og sød nisse alt efter humør og situation.

## Lysrace
Hver gæst har et juletræslys ved sin kuvert. Når julemiddagen starter tændes lysene på samme tid. Nu gælder det om at holde liv i sit lys længst muligt. Her er det tilladt at skærme for træk, spare på stearin, puste på konkurrenternes lys o.l. Den person hvis lys brænder længst tid, har vundet en gave.

## Mus
Man sætter sig rundt om et bord, og eneste rekvisit er et par håndfulde hasselnødder midt på bordet (traditioner varierer – andre bruger pebernødder, der fortæres undervejs). En person udvælges til at være 'den', og denne kigger væk, mens de andre bliver enige om, at en udpeget nød er "musen". Nu gælder det så for personen at tage så mange nødder (en ad gangen) som muligt uden at få fat i musen. I det øjeblik musen tages, råber alle de andre "MUS!". Så tælles antal erobrede nødder som point; nødderne lægges tilbage, og næste person vender sig, mens den nye mus udpeges af sidste spiller. 
I varianterne, hvor der spilles om pebernødder og lignende, gælder det om at stoppe i tide, så man kan spise det erobrede. Når der kun er få spiselige ting tilbage, bliver spillet taktisk med overvejelser, om den lækreste ting på fadet skal være mus, eller det skal være en anden, fordi den, der har tur, selvfølgelig ikke vil vælge den oplagte "mus".

## Lag på lag (pakkeleg)
En gave pakkes ind i mange lag papir og eventuelt forskellige størrelser papkasser. Julegæsterne bænkes om et bord med raflebæger og terninger. Slår man en sekser, må man pakke et lag af gaven. Den person, der pakker det sidste lag af, har vundet pakkens indhold.
Udpakning kan også gøres mere vanskelig, ved at den person der skal pakke ud, først skal iføre sig luffer, halstørklæde og hue, eller at udpakning skal alene ske ved hjælp af kniv og gaffel.

## Nu er det jul igen
Legen er som regel afslutningen på dansen om juletræet. Den sidste sang er "Nu er det jul igen" som kun består af følgende:

Nu er det jul igen,

Nu er det jul igen,

Og julen varer lige til påske,

Nej det er ikke sandt,

Nej det er ikke sandt,

For der-i-mellem kommer fasten.
Dette lille vers synges om og om igen. Først danses et par gange om træet, hvorpå en selvvalgt person bryder kæden og sætter tempoet op. Alle følger den forreste, som bestemmer en rute gennem hele huset og somme tider også uden for huset. Legen stopper, når alle er så forpustede, at de ikke kan løbe mere.
Med fasten, i sangen, menes der selvfølgelig fastelavnen, for julen vare ikke helt til påske, da fastelavn kommer i mellem.  